# Equação de Clairaut
A equação de Clairaut é uma equação diferencial ordinária não linear da seguinte forma:
{\displaystyle y(x)=x{\frac {dy}{dx}}+f\left({\frac {dy}{dx}}\right).}
O nome é homenagem ao matemático francês Alexis Claude Clairaut.